# Ліпова (округ Нове Замки)
Ліпова (словац. Lipová) — село, громада округу Нове Замки, Нітранський край. Кадастрова площа громади — 13.63 км².
Населення 1516 осіб (станом на 31 грудня 2019 року).

## Історія
Ліпова згадується 1156 року.

## Населення
| Рік:            | 1994. | 2004.   | 2014.   | 2024.   |
| --------------- | ----- | ------- | ------- | ------- |
| Кількість осіб: | 1608  | 1599    | 1546    | 1519    |
| Різниця:        |       | -0,55 % | -3,31 % | -1,74 % |

| Рік:            | 2023. | 2024.   |
| --------------- | ----- | ------- |
| Кількість осіб: | 1527  | 1519    |
| Різниця:        |       | -0,52 % |